# Козинка (Омская область)
Козинка — деревня в Черлакском районе Омской области России. Входит в состав Медетского сельского поселения.

## История
В 1928 г. посёлок Козинковский состоял из 41 хозяйства, основное население — украинцы. В составе Погранично-Григорьевского сельсовета Крестинского района Омского округа Сибирского края.
В соответствии с Законом Омской области от 30 июля 2004 года № 548-ОЗ «О границах и статусе муниципальных образований Омской области» деревня вошла в состав образованного муниципального образования «Медетское сельское поселение».

## Население
| 2010 |
| ---- |
| 53   |

Гендерный состав
По данным Всероссийской переписи населения 2010 года в гендерной структуре населения из 53 человек мужчин — 30, женщин — 23 (56,6 и 43,4 % соответственно).
Национальный состав
В 1928 г. основное население — украинцы .
Согласно результатам переписи 2002 года, в национальной структуре населения русские составляли 50 %, казахи 48 % от общей численности населения в 106 чел..